# Bitwa pod Czeszme

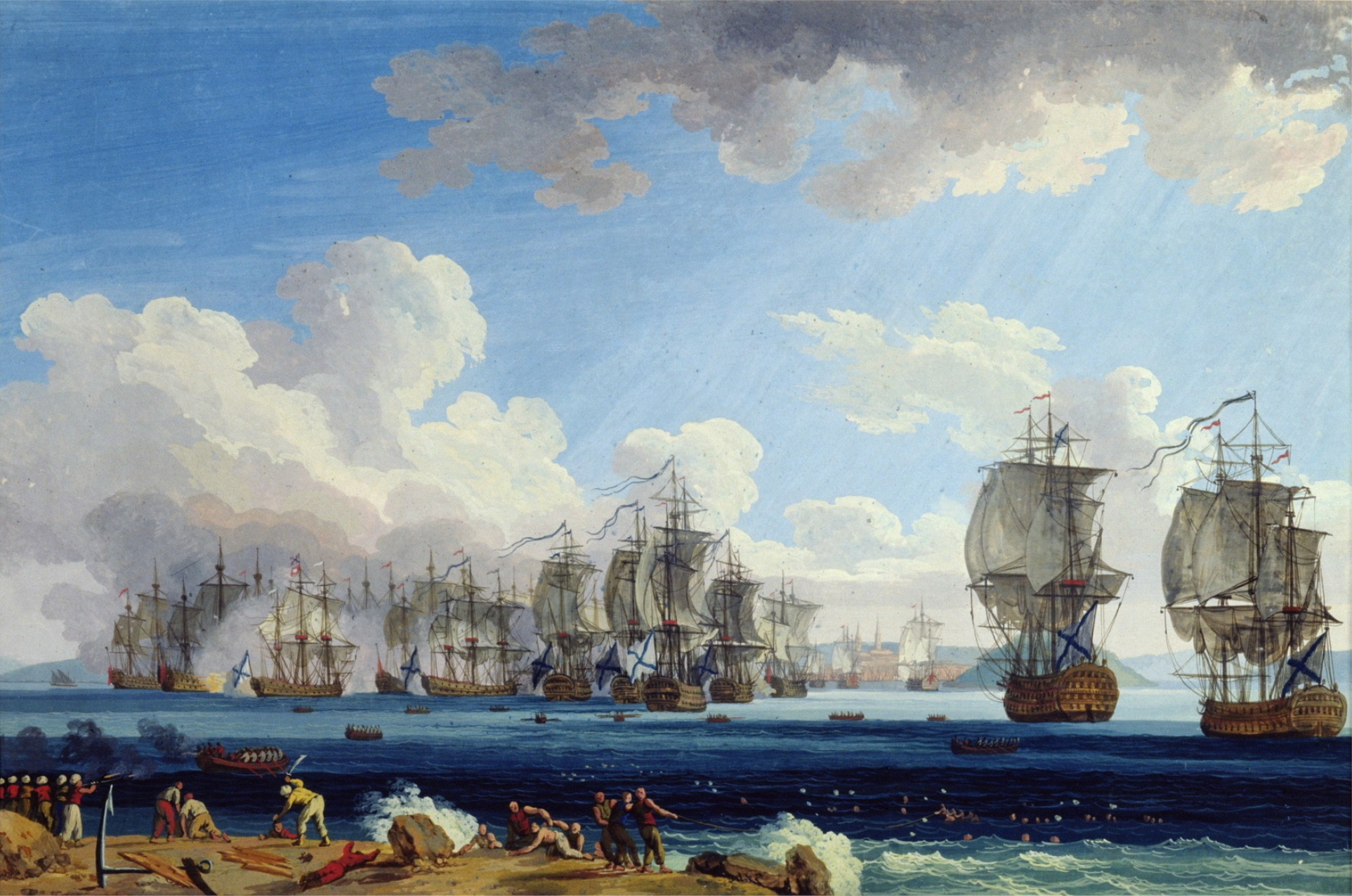
Epizod bitwy pod Czeszme: pościg za flotą turecką uchodzącą do zatoki (mal. Jacob Ph. Hackert, 1772)

Bitwa morska pod Czeszme (ros. Чесменское сражение, tur. Çeşme Deniz muharebesi) – starcie zbrojne w dniach 5–7 lipca 1770 podczas V wojny rosyjsko-tureckiej.
Trzydniowa bitwa w dwóch fazach stoczona została przez okręty floty rosyjskiej i tureckiej w cieśninie między Azją Mniejszą a wyspą Chios i w pobliskiej zatoce Czeszme (tur. Çeşme).

## Wprowadzenie
Wraz z wybuchem wojny w 1768 Rosja wysłała z Bałtyku na Morze Śródziemne eskadry swej floty dla odwrócenia uwagi Turków od słabej liczebnie flotylli azowskiej (jedynie 6 okrętów liniowych). Przy wydatnej pomocy angielskiej rosyjskie jednostki wojenne po raz pierwszy przebyły Gibraltar i znalazły się na obszarze śródziemnomorskim, również z tej strony zagrażając państwu osmańskiemu. Dwie rosyjskie eskadry dowodzone przez admirała Grigorija Spiridowa i kontradmirała Johna Elphinstona (brytyjskiego doradcy w służbie carskiej), zostały w akwenie Morza Egejskiego zjednoczone pod komendą hr. Aleksieja Orłowa. Połączone siły Rosjan, dysponujących 22 okrętami (9 liniowców, 1 kecz bombowy, 3 fregaty, 5 mniejszych statków, 4 brandery – łącznie siłą 820 dział), wyruszyły w poszukiwaniu nieprzyjaciela z zamiarem doprowadzenia do rozstrzygającego starcia.

## Spotkanie z flotą turecką

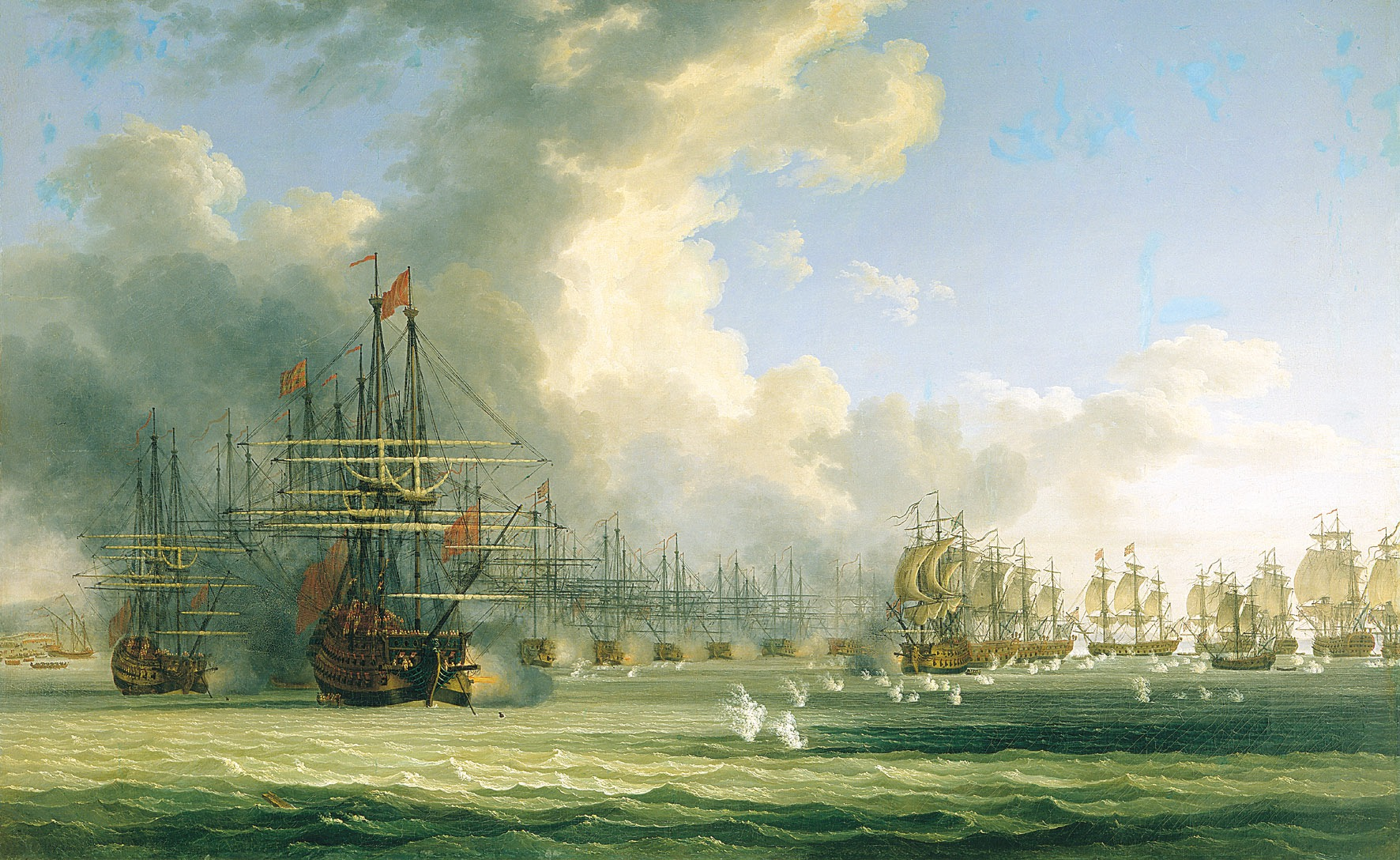
Starcie w cieśninie Chios: po lewej linia okrętów tureckich, z prawej – atakujące rosyjskie (mal. Jacob Ph. Hackert, 1772)

5 lipca 1770 Rosjanie napotkali sporo silniejszą flotyllę turecką zakotwiczoną wzdłuż wybrzeża wyspy Chios, w cieśninie dzielącej ją od lądu stałego, nieco na północ od zatoki Czeszme. Siły Turków pod naczelnym dowództwem admirała Hüsameddina paszy (jego podkomendnymi byli Hasan pasza i Dżafer bej) liczyły co najmniej 70 jednostek wyposażonych w 1430 dział. W skład tureckiej flotylli wchodziło 16 liniowców z takimi okrętami jak 84-działowy Burc-u Zafer, 60-działowy Rodos i flagowy 100-działowy Kapudan. Ponadto 6 fregat, 6 szebek, 13 galer i 32 mniejsze jednostki.
W czołowym szeregu pod komendą Hasan paszy rozstawiono najsilniejszych 10 okrętów liniowych (z artyleryjskim uzbrojeniem 70–100 dział), w drugim – 6 liniowców rozmieszczonych tak, by mogły prowadzić ogień przez luki w pierwszej linii. Dalsze pozycje zajmowały fregaty, galery i szebeki z pozostałymi statkami.
Plan Rosjan opracowany przez adm. Spiridowa, przewidywał zaatakowanie czołowej linii tureckiej w szyku torowym, z prowadzeniem ognia na bliski dystans (50-70 metrów) i skupienia go na okręcie flagowym dla szybkiego wyłączenia nieprzyjacielskiego dowództwa. 

## Bitwa w cieśninie

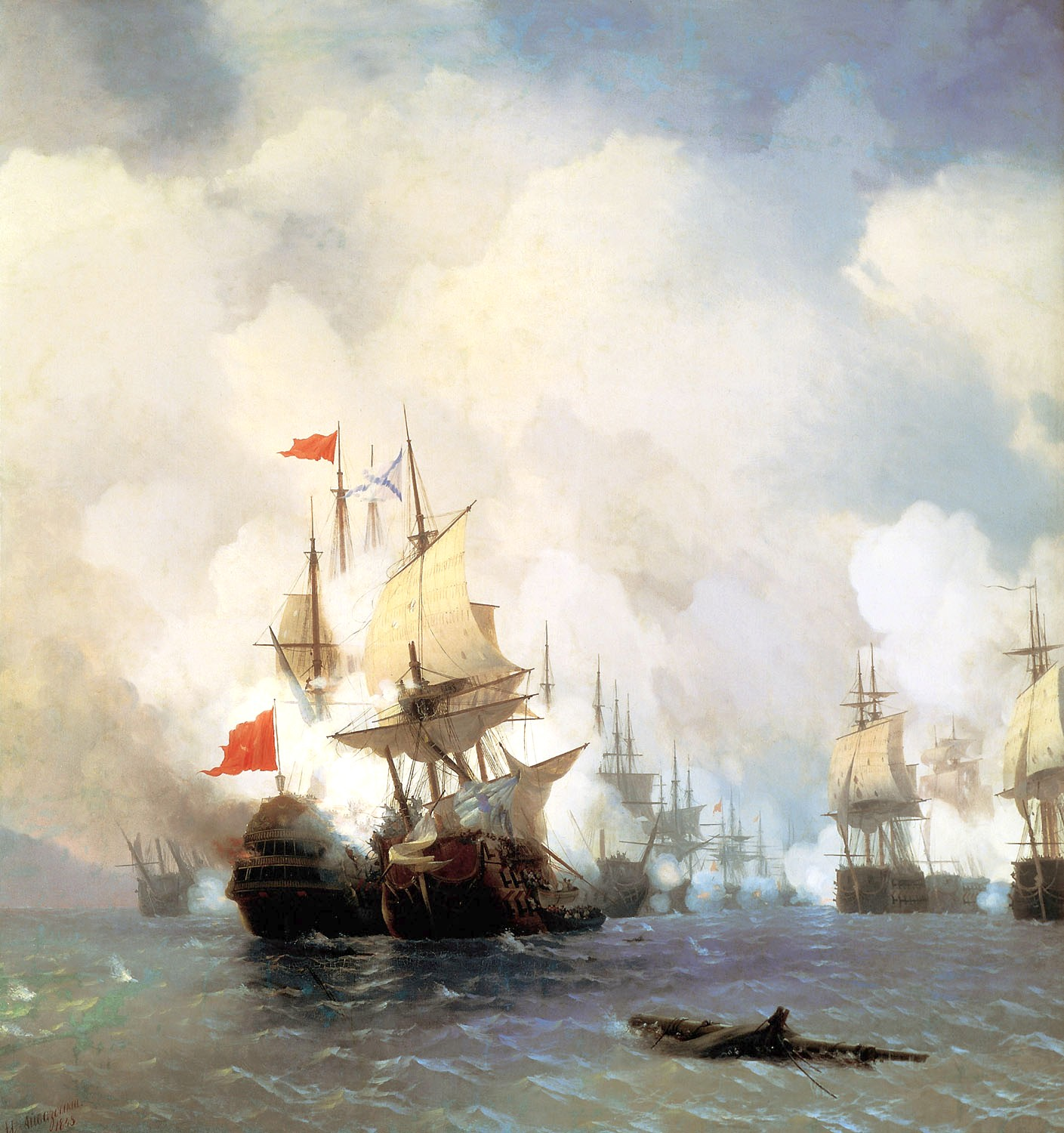
Bitwa w cieśninie: pożar tureckiego liniowca podczas abordażu z rosyjskiego okrętu Sw. Jewstfij (mal. I. Ajwazowski, 1848)

Z tak przygotowanym planem taktycznym jednostki rosyjskie pożeglowały na południowy kraniec tureckiej linii bojowej, a następnie płynąc wzdłuż niej, zawróciły na północ. Zakończenie rosyjskiej linii w ten sposób weszło w kontakt bojowy najpóźniej (sam kontradm. Elphinston zamierzał najpierw zaatakować część północną linii tureckiej, kolejno okręt po okręcie – tzn. metodą zastosowaną później przez admirała Nelsona w bitwie pod Abukirem). 
Strona turecka otworzyła ogień ok. 11:45, Rosjanie odpowiedzieli wkrótce potem. Trzy rosyjskie liniowce miały problemy z utrzymaniem pozycji wskutek nieprzewidzianych zwrotów w szyku torowym (m.in. Jewropa i Swiatoj Januarij). W trakcie bitwy Swiatoj Jewstafij (flagowy okręt Spiridowa) stoczył bój z okrętem Hasana paszy Burc-u Zafer, podczas którego doszło ostatecznie do abordażu jednostki tureckiej. Jej płonący maszt główny, który runął na pokład Sw. Jewstafija, doprowadził jednak do wybuchu na pokładzie okrętu rosyjskiego; wkrótce nastąpiła też eksplozja tureckiego liniowca. Zagładę Sw. Jewstafija przeżył nie tylko jego dowódca Kruse, lecz także adm. Spiridow i hr. Fiodor Orłow (brat głównodowodzącego), którzy opuścili okręt jeszcze przed akcją abordażową (Spiridow przeniósł swą admiralską flagę na liniowiec Tri Swiatitielia). 
Po dwugodzinnej walce, ok. 14:00 bój zakończono wskutek zerwania przez Turków łańcuchów kotwicznych i wycofania się ich okrętów w nieładzie na południe, do sąsiedniej zatoki Czeszme, gdzie zakotwiczyli pod osłoną nadbrzeżnych baterii. 

## Bitwa w zatoce

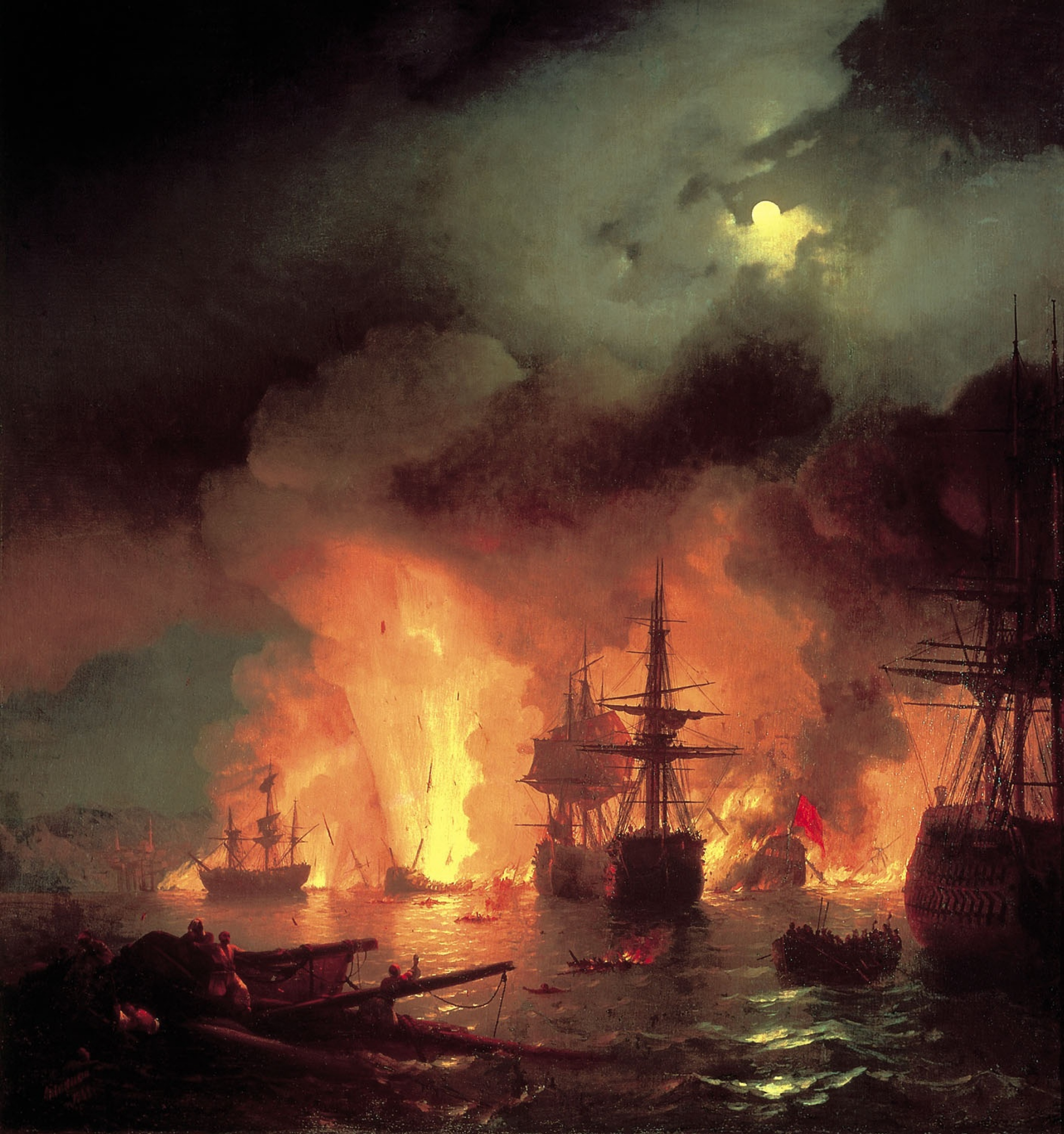
Bitwa w zatoce: pożar zgromadzonych jednostek tureckich (mal. I. Ajwazowski, 1848)

Dzień 6 lipca Rosjanie wykorzystali na uporczywe bombardowanie skupionych jednostek tureckich oraz nadbrzeżnych baterii broniących wejścia do zatoki. W dniu następnym (7 lipca) ok. 12:30 hr. Orłow polecił dokonanie ataku na zakotwiczone jednostki tureckie kapitanowi Samuelowi Greigowi z liniowca Rostisław środkową częścią flotylli (tzw. corps de bataille). Mianowany komodorem tej akcji Greig zaatakował okrętami Jewropa, Rostisław i Nie troń mienia oraz rezerwowym liniowcem Saratow i fregatą Nadieżda atakującą baterie na wschodniej stronie wejścia do zatoki, a także  fregatą Afrika atakującą baterie po zachodniej stronie oraz wspomagającym ją keczem artyleryjskim Grom. Około 13:30 ogień prowadzony z okrętów Grom i Nie troń mienia doprowadził do eksplozji jednego z liniowców tureckich, kiedy zapalił się jego topsel, a szybko rozprzestrzeniający się ogień dotarł do prochowni powodując wybuch. Pożar przeniósł się też na sąsiednie jednostki tureckie i o 14:00 eksplodowały dwa kolejne tureckie liniowce, podczas gdy większość pozostałych już płonęła.
Wraz z towarzyszącym mu porucznikiem Drysdale Greig skierował na nie jeszcze 4 brandery, osobiście powodując ich zapłon. Około godziny 16:00 posłano łodzie dla odholowania dwóch liniowców tureckich, których jeszcze nie ogarnął pożar, mimo to jeden począł się palić. 60-działowy Rodos choć zdołał uniknąć pożaru, został osaczony i zdobyty. Następnie, wpływając w głąb zatoki, okręty rosyjskie skierowały ogień na miasto i baterie nadbrzeżne. Bitwa formalnie zakończyła się o 20:00, choć ostatecznie wygasła nocą 7/8 lipca 1770 r. 
Straty rosyjskie w starciu 5 lipca wyniosły (nie licząc 636 zabitych z okrętu Sw. Jewstafij) tylko 14 zabitych i około 30 rannych, natomiast 7 lipca – jedynie 11 zabitych, bez żadnych strat w okrętach. Tureckie były niewspółmiernie większe – zniszczonych zostało 15 okrętów liniowych, 4 fregaty i 40 innych jednostek, stracono 11 tys. ludzi. Ponadto Rosjanie zdobyli liniowiec Rodos oraz 5 galer. Spośród trzech ocalałych dowódców tureckich (Hüsameddin, Hasan pasza i Dżafer bej) admirała (kapudana paszę) Mandalzade Hüsameddina pozbawiono stanowiska, na którym zastąpił go Dżafer bej. Natomiast kapitan Samuel Greig (Greigh) w uznaniu za znakomite dowodzenie i wybitne czyny otrzymał od głównodowodzącego hr. Orłowa awans na admirała.

## Znaczenie i skutki

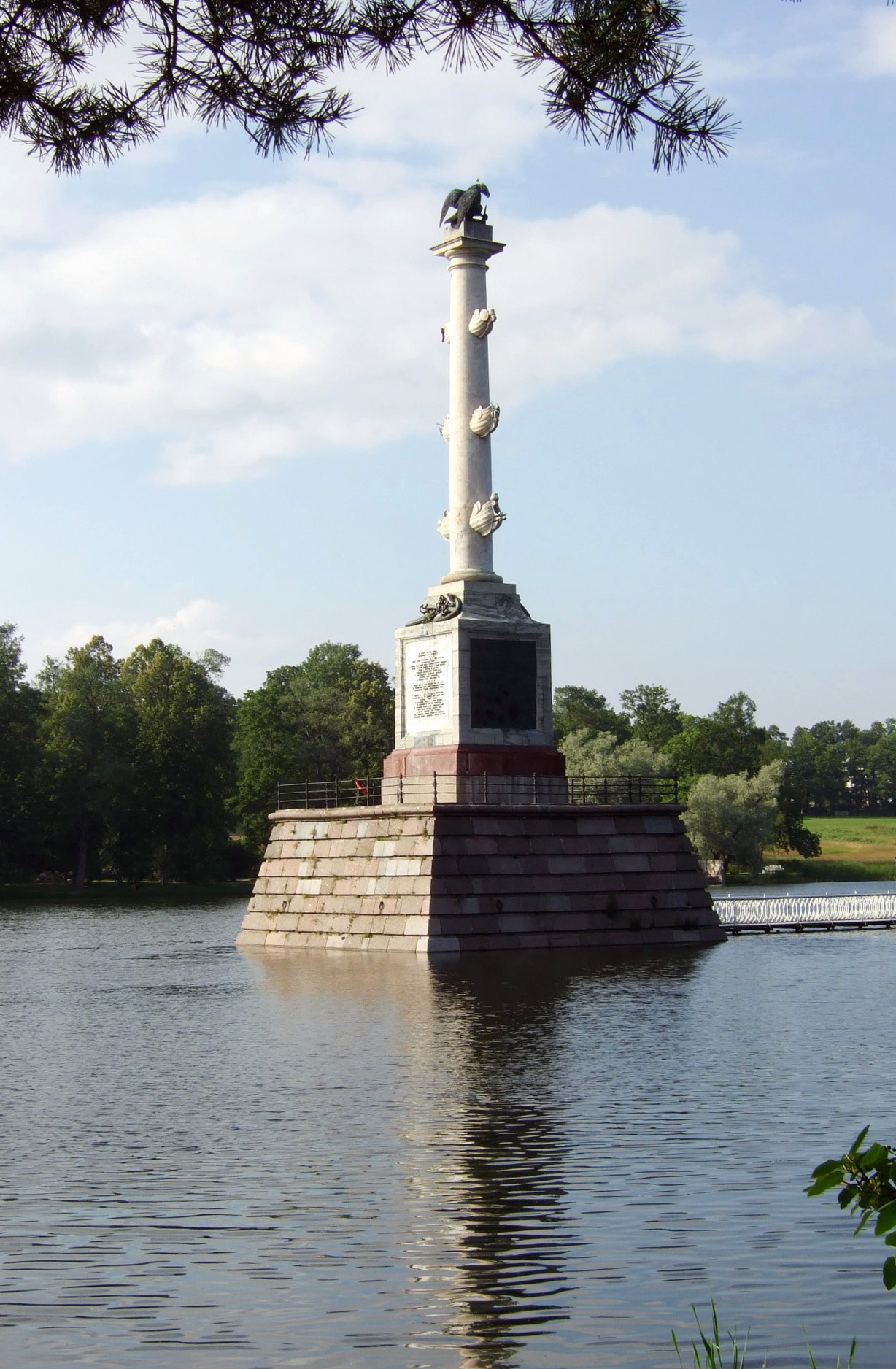
Upamiętniający bitwę stylizowany pomnik w parku Carskiego Sioła

Bitwa pod Czeszme okazała się największą turecką klęską na morzu od czasu bitwy pod Lepanto w 1571. W rosyjskiej flocie wojennej sukces ten niezwykle zwiększył świadomość własnych możliwości, a w praktyce umożliwił Rosji rozciągnięcie kontroli nad akwenem Morza Egejskiego. Spektakularna klęska floty tureckiej pobudziła aktywność wśród podbitych i okupowanych przez Turków narodów, inicjując kolejne bunty i powstania, które z kolei w niemałym stopniu ułatwiły Rosji pokonanie osmańskiej Turcji w następnych konfliktach wojennych.
Dla upamiętnienia tego zwycięstwa caryca Katarzyna nakazała wzniesienie czterech okolicznościowych budowli: Pałacu Czeszme i sąsiadującej z nim cerkwi (w latach 1774–1777 w Petersburgu), obelisku memorialnego tej bitwy w Gatczynie oraz stylizowanej na antyczną columna rostrata Kolumny Czeszme w Carskim Siole (1778). Ponadto na początku lat 70. malarz Jacob Philipp Hackert stworzył na zlecenie cykl obrazów poświęconych poszczególnym epizodom tego starcia, a przeznaczonych dla ozdobienia Sali Czesmeńskiej carskiego pałacu w Peterhofie.
Zainspirowane przez Rosjan dla wzniecenia antytureckiej dywersji powstanie Greków, określane w ich historii jako „Orlofiká” (od nazwiska adm. Orłowa), rosyjscy sojusznicy pozostawili bez pomocy i w istocie wydali na pastwę późniejszych represji tureckich. Według greckich historyków wymordowano wówczas lub sprzedano w niewolę około 20% ludności Peloponezu.
We współczesnej obiektywnej ocenie śródziemnomorska ekspedycja Orłowa miała znaczenie bardziej prestiżowe niż strategiczne, ponieważ Rosjanom nie powiodło się opanowanie cieśniny dardanelskiej, a fiasko poniosły też dywersyjne ruchy powstańcze wywołane dla celów politycznych w Grecji, Egipcie i Syrii, z zamiarem wewnętrznego osłabienia osmańskiego imperium.